# Agostinia
Agostinia is een geslacht van kevers uit de familie van de loopkevers (Carabidae). De wetenschappelijke naam van het geslacht is voor het eerst geldig gepubliceerd in 1928 door Jeannel.

## Soorten
Het geslacht Agostinia omvat de volgende soorten:
- Agostinia gaudini Jeannel, 1952
- Agostinia gineti Jeannel, 1955
- Agostinia launi Gestro, 1892